# Digimon Adventure
Digimon Adventure (デジモンアドベンチャー, Dejimon Adobenchā) is een Japanse animeserie uit 1999. Het is de eerste anime uit de Digimon-franchise.
De serie werd ingeluid met een korte film getiteld “Digimon Adventure”. Hierna produceerde Toei Animation 13 afleveringen. Toen die populair genoeg bleken, werd de serie uitgebreid naar 54 afleveringen en volgde er een tweede korte film; Children's War Game.
De serie was in Nederland in nagesynchroniseerde vorm te zien op Fox Kids en later in België op VTM in de TamTam-container.

## Verhaal
Zeven kinderen, Tai, Matt, Sora, Mimi, Izzy, Joe en TK, worden terwijl ze op zomerkamp zijn ineens naar een vreemde parallelle wereld gehaald genaamd de Digi-World. Hier krijgen ze allemaal een zogenaamde digimon als partner toegewezen. Tevens krijgen ze een apparaatje genaamd Digivice, waarmee ze hun digimon kunnen laten transformeren naar een sterkere vorm.
Aanvankelijk zijn de kinderen zich niet bewust van wat er gaande is, maar langzaam wordt duidelijk dat ze met een reden naar deze wereld zijn gehaald. In het eerste deel van de serie proberen de kinderen te overleven in de voor hen vreemde wereld. Telkens wanneer ze in gevaar zijn, digivolven de Digimon naar een hoger level (champion). Na enkele afleveringen horen de kinderen van Leomon, een goede Digimon, dat zij de DigiDestined zijn, een groep kinderen die uitverkoren zouden zijn de DigiWorld te redden. De kinderen besluiten de uitdaging aan te gaan, omdat het de enige manier is waarop ze weer thuis kunnen komen. Hun eerste overwinning komt wanneer ze Devimon verslaan.
Na deze overwinning reizen de kinderen op aandringen van een man genaamd Gennai naar het continent Server, alwaar ze op zoek moeten naar de Crests. Hiermee kunnen hun Digimon nog sterker kunnen worden. Op dit continent bevechten ze de digimon Etemon.
In het tweede deel van de serie leren de DigiDestined van het Achtste Kind dat hun team compleet maakt. Hun nieuwste vijand, Myotismon, reist af naar de echte wereld om dit kind het eerst te vinden. De kinderen reizen hem achterna, waardoor de strijd in de echte wereld verdergaat. Uiteindelijk blijkt Tais zusje Kari het achtste kind te zijn. Met haar hulp verslaan de kinderen Myotismon.
In het laatste stuk van de serie keert de nu volledige groep terug naar de Digi-World om te vechten tegen een nieuwe groep tegenstanders: de Dark Masters. Nadat deze zijn verslagen komt de groep in oog te staan met de bron van alle ellende in Digi-Wold: Apocalymon. Door hem te verslaan redden ze niet alleen de Digi-World, maar ook de aarde.
Naderhand komt het moment waarop de kinderen afscheid moeten nemen van hun Digimon-vrienden en terug naar huis gaan.

## Personages

### DigiDestined en hun digimon
| Digidestined Naam | Crest           | digimon       | digimon     | digimon  | digimon     | digimon         | digimon             |
| Digidestined Naam | Crest           | Fresh         | In-Training | Rookie   | Champion    | Ultimate        | Mega                |
| ----------------- | --------------- | ------------- | ----------- | -------- | ----------- | --------------- | ------------------- |
| Tai Kamiya        | Moed            | Botamon       | Koromon     | Agumon   | Greymon     | MetalGreymon    | WarGreymon          |
| Matt Ishida       | Vriendschap     | Punimon       | Tsunomon    | Gabumon  | Garurumon   | WereGarurumon   | MetalGarurumon      |
| Sora Takenouchi   | Liefde          | Nyokimon      | Yokomon     | Biyomon  | Birdramon   | Garudamon       | Phoenixmon          |
| Izzy Izumi        | Kennis          | Pabumon       | Motimon     | Tentomon | Kabuterimon | MegaKabuterimon | HerculesKabuterimon |
| Mimi Tachikawa    | Oprechtheid     | Yuramon       | Tanemon     | Palmon   | Togemon     | Lillymon        | Rosemon             |
| Joe Kido          | Betrouwbaarheid | Pitchmon      | Bukamon     | Gomamon  | Ikkakumon   | Zudomon         | Vikemon             |
| T.K. Takaishi     | Hoop            | Poyomon       | Tokomon     | Patamon  | Angemon     | MagnaAngemon    | Seraphimon          |
| Kari Kamiya       | Licht           | YukimiBotamon | Nyaromon    | Salamon  | Gatomon     | Angewomon       | Magnadramon         |

### Schurken
- Devimon: De eerste primaire tegenstander van de DigiDestined. Hij is een duivelachtige digimon die regeert over File Island.
- Etemon: Een aapachtige digimon die rockmuziek als wapen gebruikt.
- Myotismon: Een vampierachtige digimon. Hij reist in de serie af naar de echte wereld om het achtste kind te vinden. Na aanvankelijk te zijn verslagen verandert hij in VenomMyotismon.
- De Dark Masters: Vier megadigimon:
  - MetalSeadramon
  - Puppetmon
  - Machinedramon
  - Piedmon
- Apocalymon: De schepper van de Dark Masters, en de ware bedreiging voor de Digi-World.

## Films
Er zijn twee korte films uitgebracht horend bij de anime.
De eerste, “Digimon Adventure”, is een prequel op de serie. Deze toont hoe de jongere Tai en Kari getuige zijn van een gevecht tussen een Greymon en een Parrotmon. Alle kinderen die dit gevecht zien zijn voorbestemd om DigiDestined te worden.
De tweede film, Children's War Game, speelt zich enkele maanden na de serie af. Hierin bedreigt een nieuwe digimon, Diaboromon genaamd, de Digi-World. De originele Digi-Destined worden er wederom bijgehaald om hem te verslaan. Hiervoor moeten ze echter hun crests opofferen, en daarmee ook de mogelijkheid van hun digimon om door te groeien naar het hoogste niveau.

## Muziek
In de Japanse versie van de serie werd gecomponeerd door Takanori Arisawa maar in het Engels werd een dub gecomponeerd door Haim Saban, Shuki Levy, Udi Harpaz, Michael Tavera en Andy Paley.

### Soundtrack
| Titel                                                           | Artiesten |
| --------------------------------------------------------------- | --- |
| Openingsthema: "Butter-Fly" ("Butterfly")                       | - Artiest: Kōji Wada - Tekst en compositie: Hidenori Chiwata - Arrangement: Cheru Watanabe                                            |
| "Butter-Fly (Piano-versie)" ("Butterfly (piano-versie)")        | - Artiest: Kōji Wada - Tekst en compositie: Hidenori Chiwata - Arrangement: Cheru Watanabe                                            |
| Slotthema: "I Wish" ("I wish") (aflevering 1-26)                | - Artiest: Ai Maeda (geaccrediteerd als AiM) - Tekst: Yoshiko Miura - Samenstelling: Yoshihisa Shirakawa - Arrangement: Katsumi Horii |
| Slotthema: "Keep On" (aflevering 27-54)                         | - Artiest: Ai Maeda (geaccrediteerd als AiM) - Tekst: NK - Samenstelling: Naoto Kine - Arrangement: Naoto Kine & Kouichi Yuasa        |
| "Brave Heart" (Trace of Digivolution)                           | - Artiest: Ayumi Miyazaki - Tekst: Sachiko Ōmori - Samenstelling en arrangement: Michihiko Oota                                       |
| "Seven" ("Seven")                                               | - Artiest: Kōji Wada - Tekst en compositie: Kōhei Koyama - Arrangement: Cheru Watanabe                                                |
| "Yūki Wo Tsubasa ni Shite" (勇 気 を 翼 に し て?) (Ep. 38, 51) | - Artiest: Toshiko Fujita (doet zich voor als Tai Kamiya) - Tekst: Hiroshi Yamada - Samenstelling en arrangement: Michihiko Ohta      |
| "Seven (Acoustics Version)" ("Seven (Acoustic version)")        | - Artiest: Kōji Wada - Tekst en compositie: Kōhei Koyama - Arrangement: Cheru Watanabe                                                |
| Digimon                                                         | - Tekst van Bruno Tibaldi - muziek gecomponeerd door Stefano Lucato en Antonio Summa - gezongen door Manga Boys (Italiaanse dub)      |

## Creatie
De grafische inspiratie verwijst vooral naar de beroemde Japanse tekenfilms, in het bijzonder als Pokémon, en vervolgens werd het avontuursthema toegevoegd dat de voorgaande jaren terugbrengt naar de Jurassic Park-saga.

## Distributie
De serie werd internationaal gedistribueerd door Saban International, Rai Trade in Italië, Arait Multimedia in Spanje en Portugal, CTM Concept, TV and Merchandising in Duitsland, Angelotti Licensing in Brazilië en Clowerway in Latijns-Amerika.

## Nieuwsgierigheden
- De serie met nieuwe personages en monsters lijkt veel op de serie Pokémon.
- Deze serie wordt geproduceerd in digitale animatie.
- File Island lijkt op zowel Isla Nublar als Isla Sorna uit de Jurassic Park-saga.
- De duistere achtergrondmuziek lijkt op het film-intro Arabian Nights uit de populaire Disney-film Aladdin tijdens de afleveringen.
- Digimon werd uitgezonden op de meeste Europese Fox Kids/Jetix-kanalen.
- De achtergrondmuziek werd gebruikt in andere geanimeerde tv-series zoals Masked Rider, Princess Sissi en Jim Button.

## Dvd-volumes

### Noord-Amerikaanse release
De eerste 13 afleveringen werden uitgebracht in 1999 en 2000 door Fox Kids Video onder licentie van Twentieth Century Fox Home Entertainment. Het hele eerste seizoen werd op 9 oktober 2012 uitgebracht door New Video.
- Digimon: Digital Monsters, Volume 1 (afleveringen 1-21)
- Digimon: Digital Monsters, Volume 2 (afleveringen 22-39)
- Digimon: Digital Monsters, Volume 3 (afleveringen 40-54)

### Release in het Verenigd Koninkrijk
De eerste 20 afleveringen zijn tussen 2004 en 2008 door Maximum Entertainment op vier dvd-sets uitgebracht. Het hele eerste seizoen werd op 3 oktober 2016 uitgebracht door Manga Entertainment. 

## Digimon op tv
- Japan: Fuji TV
- Sud Korea: SBS en Animax
- Italië: Rai 2
- Spanje: TVE2, Fox Kids
- Duitsland: RTL 2
- Verenigd Koninkrijk: CITV en Fox Kids
- Verenigde Staten: Fox Kids, ABC Family, Toon Disney en Nicktoons
- Frankrijk: TF1 en Fox Kids
- Nederland: Fox Kids
- Zweden: TV3 en Fox Kids
- Denemarken: TV3 en Fox Kids
- Noorwegen: TV3 en Fox Kids
- Finland: Nelonen
- India: Cartoon Network

## Nieuwe animatieserie
In een nieuwe Digimonserie zijn de gekozen kinderen dieren geworden in plaats van mensen. De serie wordt vanaf 2020 uitgezonden, geproduceerd door DHX Media, Toei Animation, Disney Europe en Bandai. De serie wordt uitgezonden op Disney XD over de hele wereld, op Fuji TV in Japan en op YTV in Canada.